# Маан, Кац Бежанович
Кац Бежанович Маан (Кац Бежан-Ипа Маан; Каци Маргани; Кация Маргания, Ман-Кац, Кац-Маргани; 1766, Хуап —1864/66, Гудаута) — абхазский военный и государственный деятель, иногда условно называемый первым министром абхазских владетельных князей Георгия II и Михаила Шервашидзе (Чачба), генерал-майор российской императорской армии, турецкий паша, российский и османский военачальник. В течение практически всей своей очень долгой жизни играл одну из ключевых ролей во всех политических событиях в Абхазии.

## Происхождение
Кац Маан родился в семье влиятельного дворянина Бежана Маана, в родовом селении Хуап.
Кац и его отец, Бежан, принадлежали к тому ответвлению дворянского рода Маан, которое называлось Хабр-ипа. Семья Маан была тесно связана с семьёй владетелей Абхазии, князей Чачба (Шервашидзе), и влиятельной убыхской семьёй Берзек, представители которой на протяжении практически всей Кавказской войны возглавляли убыхов в их противостоянии с Россией. Один из представителей рода Берзек был женат на родной сестре Каца Маана.
У Бежана Маана, отца Каца Маана, воспитывался в юности Сафар-бей (Георгий) Чачба, младший сын владетеля Абхазии Келеш-бея (1747—1808; годы правления: 1780—1808). И то, что Бежан Маан был дядькой будущего владетеля, конечно же добавляло авторитету не только этой семье, но и всем многочисленным Маанам по всей Абхазии.
Когда деятельный и энергичный Келеш-бей, постепенно склонявшийся к союзу с Россией, был отравлен, по русской официальной версии, своим старшим сыном Аслан-беем, Кац Маан, сын Бежана, сперва выступил на стороне Аслан-бея и участвовал в боевых действиях против русских войск, отказавшихся признавать Аслан-бея легитимным князем. Но уже вскоре, после нескольких кровопролитных столкновений, Аслан-бей был низложен русскими войсками, и на престол Абхазии был, по приказу императора Александра I, возведён Сафар-бей (Георгий II) (ум. 1821; годы правления: 1810—1821), воспитанник родного отца Каца Маана. После этого Кац Маан не только перешёл на сторону Сафар-бея (а, значит, и на сторону России), но и стал, фактически, вторым человеком в княжестве, сохранив эту роль и при следующем владетеле, младшем сыне Сафар-бея (Георгия II), Михаиле Шервашидзе (Чачба) (1806—1866; годы правления 1822—1864).

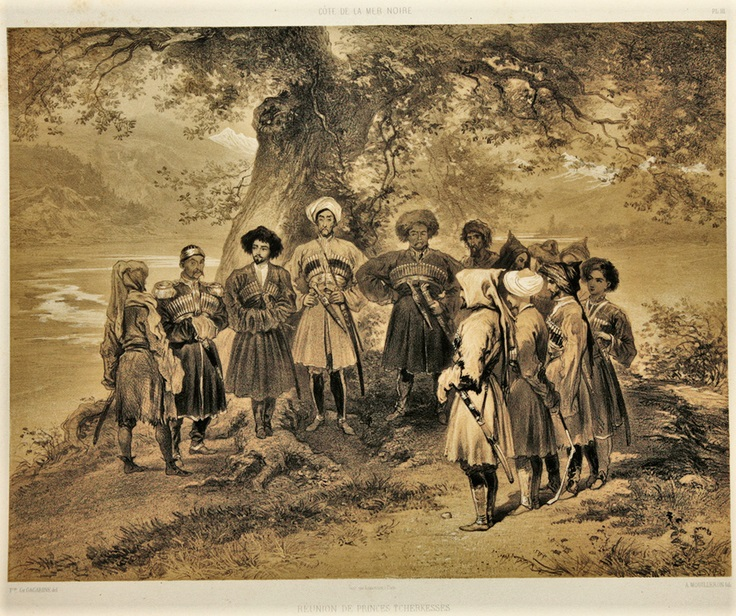
Князь Григорий Гагарин. Совещание горских князей в окрестностях Сочи, 1847 год (рисунок с натуры). Кац Маан в эполетах стоит второй слева. Пятый слева стоит князь Маршани.

В период его правления Кац Маан, во главе абхазской милиции (ополчения), иногда вместе с князем Михаилом, участвовал в российских экспедициях против убыхов, и против Цебельды, где неоднократно поднимали восстания князья из рода Маршани. Как смелый воин, Кац Маан был хорошо известен офицерам и командованию Черноморской береговой линии: его упоминают в своих мемуарах фактический начальник штаба Черноморской линии Григорий Иванович Филипсон, и офицер-первопроходец Ф. Ф. Торнау. Офицером и художником-любителем князем Г. Г. Гагариным, также служившим на линии, с натуры был нарисован его акварельный портрет. Усердие Каца Маана обратило на себя внимание императора: если в начале своей карьеры в качестве сторонника Сафар-бея, Кац Маан был пожалован только чином поручика, то к началу 1850-х годов он стал уже генерал-майором, имел целый ряд российских орденов вплоть до Ордена Святого Станислава I степени (то есть, со звездой и чрезплечной муаровой лентой) включительно.
Однако, когда во время Крымской войны в Абхазии высадился турецкий десант под руководством Омера Лютфи-паши, князь Михаил Чачба и Кац Маан отказались эвакуироваться в Тифлис и самовольно остались в Абхазии. Кац Маан официально поступил на турецкую службу, и был назначен пашой (наместником) спорной между абхазами и мигрелами области Самурзакан. Не удивительно, что после возвращения русских войск, владетельный князь Михаил Чачба был выслан в Воронеж, а Абхазское княжество окончательно упразднено.
Оставшийся не у дел, Кац Маан поселился в Гудауте, где на свои средства построил мечеть. В почти столетнем возрасте он совершил хадж в Мекку, вернулся в Абхазию, куда русские чиновники его сперва не хотели пускать, как «политически неблагонадёжного человека», и скончался у себя на родине в том же году. Прах Каца Маана был сперва захоронен в городском саду Гудауты, но позднее, по некоторым данным, был перезахоронен в его родовом селении Хуап (ныне это Гудаутский район республики Абхазия).
Когда в 1877 году, на фоне новой Русско-турецкой войны, в Абхазии вспыхнуло последнее крупное антироссийское восстание, в нём приняли заметное участие один из сыновей Каца Маана, Камлат Маан, и один из внуков, Озбак Маан, чьи действия даже стали основой для абхазской народной песни.

## Краткий послужной список
- произведен в поручики — 20 июля 1831.
- произведен прямо в капитаны — 14 марта 1835.
- майор — 15 марта 1838.
- подполковник — 28 сентября 1840.
- полковник с состоянием по кавалерии — 12 июля 1841.
- генерал-майор — 7 февраля 1844.

## Награды
- Орден Святой Анны 3 степени. — 19 мая 1836 г.
- Орден Святого Владимира 4 степени. с бантом — 24 апреля 1839 г.
- Орден Святого Станислава 2 степени. — 13 мая 1842 г.
- Орден Святой Анны 2 степени. с алмазами −18 августа 1843 г.
- Орден Святого Владимира 3 степени. — 1 марта 1847 г.
- Орден Святого Станислава 1 степени. — 24 сентября 1852 г.

## Семья
У Кац Маана известно следующее потомство:
- Омар Кациевич Маргания — прапорщик.
- Зураб Кациевич Маргания — прапорщик.
- Тотластан Кациевич Маргания — прапорщик.
- Албуз-бей Кациевич Маан, чья дочь, Атия-ханум, была замужем за султаном Турции Абдул-Хамидом II.
- Давид Кациевич Маргания, чья дочь, Нино Давидовна Маргания, была замужем за абхазским дворянином Мурзаканом Лакрба.